# 傑梅恩·戴伊
傑梅恩·崔維爾·戴伊（英語：Jermaine Trevell Dye，1974年1月28日—），為前美國職棒大聯盟的左外野手。生涯共效力過勇士、皇家、運動家與白襪等隊。2005年拿下世界大賽冠軍，同時拿下世界大賽MVP。他是一名以打擊能力與守備臂力見長的球員。他於2011年3月31日宣布退休。

## 職業生涯

### 亞特蘭大勇士
1993年大聯盟選秀，勇士隊在第17輪選進了戴伊。他於1996年5月18日登上大聯盟，而且在首打席就擊出全壘打。不過他在1996年球季結束後就被交易至皇家隊。

### 堪薩斯市皇家
1997年3月27日，他被交易至皇家隊，勇士得到Michael Tucker和Keith Lockhart兩名球員。1999年球季，他出賽158場比賽，擊出26轟。隔年戴伊首度入選明星賽。在2001年的一場三隊交易案中，戴伊被交易到了運動家隊，皇家隊得到Neifi Pérez。

### 奧克蘭運動家
到了運動家隊後，戴伊穿上24號球衣(此號碼後來因紀念瑞奇·韓德森而退休)。在2001年美國聯盟分區賽第4場比賽中，戴伊因自打球而造成膝蓋受傷。運動家在那場系列賽以2勝3敗遭到洋基隊逆轉。他在運動家4個球季，合計繳出2成52的打擊率。

### 芝加哥白襪
2005年球季開打前，他與白襪隊簽下2年1015萬美元的合約。
2005年球季，他出賽145場比賽，打擊率2成74，31轟還有11次盜壘。他在該年世界大賽的打擊率高達4成38，1轟3分打點。他在第4場面對太空人擊出關鍵安打幫助白襪橫掃太空人。他也因此拿下世界大賽MVP。
2006年上半季，他的打擊率為3成18，25轟，他也順利入選明星賽。該年他的打擊率為3成15，44轟。該年10月30日，他與球隊再簽下1年675萬美元的合約。
2007年上半季，戴伊打擊陷入小低潮。不過他在下半季手感回溫，該年打擊率2成98，16轟。他再與球隊簽下2年的延長合約。
2008年，戴伊的打擊率為2成92，34轟。不過他在明星賽最終票選輸給了光芒隊的埃文·朗歌利亞，無緣入選明星賽。2009年11月6日，戴伊成為自由球員。2011年3月31日，37歲的戴伊宣布退休。

## 外部連結
- 傑梅恩·戴伊在美國職棒官網（英语）
- 傑梅恩·戴伊在Baseball-Reference.com（大聯盟）（英语）
- 傑梅恩·戴伊在Baseball-Reference.com（小聯盟以及海外聯盟）（英语）
- 傑梅恩·戴伊在ESPN（MLB）（英语）
- 傑梅恩·戴伊在FanGraphs.com（英语）
- 傑梅恩·戴伊在Retrosheet（英语）
- 傑梅恩·戴伊在The Baseball Cube（英语）